# Dolmen III : La Dernière Malédiction
Dolmen III : La dernière malédiction est un livre de Nicole Jamet et Marie-Anne Le Pezennec, racontant la suite des aventures de Marie Kemeur et Lucas Fersen, soit un an après Les Oubliés de Killmore et deux ans après Dolmen qui avait fait l'objet d'une adaptation de TF1 pour sa saga de l'été 2005.

## Synopsis
C’est encore l’hiver et la nuit tombe sur Lands’en quand Marie Kermeur débarque sur la jetée déserte balayée par la pluie. Seule et enceinte.
Sur l’île, les esprits s’enflamment. Pourquoi Marie est-elle revenue ? Et pourquoi est-elle seule ? Où est le commandant Lucas Fersen, ce spécialiste des crimes rituels qu’elle a épousé l’an dernier ?
Bien que Marie ait parlé à Jeanne, sa mère adoptive, de querelle d’amoureux, celle-ci n’est pas dupe. Marie a peur, elle en est sûre. Au point d’informer Lucas de sa présence à Lands’en.
Mais lorsqu’il arrive, il est trop tard. La jeune femme est retrouvée échouée sur le sable de la crique des naufrageurs. Elle est dans le coma, et le bébé n’est plus dans son ventre...
Lucas mène fébrilement l’enquête pour tenter de comprendre ce qui s’est passé. Témoignages, indices, constatations, il doit se rendre à l’évidence : Marie a délibérément voulu mourir avec son enfant en se jetant dans l’océan...